# La playlist
«La playlist» (estilizado como «La_Playlist.mpeg») es una canción de la cantante argentina Emilia. Fue lanzada como un sencillo el 20 de junio de 2024, a través de Sony Music Latin.

## Antecedentes y lanzamiento
Tras el lanzamiento de su segundo álbum de estudio con influencias de la década de 2000, .MP3 (2023), Emilia compartió el 10 de junio de 2024 una lista de reproducción de Spotify titulada «MalaPeroCutie», que hace referencia a una letra de su canción «Exclusive». La lista de reproducción incluía canciones pop, cuyas iniciales formaban el título de su siguiente sencillo. El 15 de junio, publicó un adelanto de «La playlist» en sus redes sociales, y al día siguiente, anunció la fecha de lanzamiento. En apoyo del lanzamiento de la canción, Emilia organizó un evento personalizado en Madrid.
«La playlist» fue lanzada para descarga digital y streaming el 20 de junio, dos días antes del inicio del .MP3 Tour en España. La canción fue escrita por Emilia, FMK y Big One, quien también estuvo a cargo de la producción.

## Composición
Musicalmente, «La playlist» es una canción dance pop. Está inspirada en la estética de los años 2000, siguiendo el concepto de su segundo álbum de estudio anterior, .MP3. También contiene influencias del electropop de los años 1990. Isabela Raygoza de Billboard comparó la canción con «Boom, Boom, Boom, Boom!!» (1999) del grupo de eurodance neerlandesa Vengaboys.

## Videoclip
Un videoclip acompañante dirigido por Ballve fue lanzado simultáneamente con la canción. El videoclip tiene lugar en un videoclub, donde Emilia aparece detrás del mostrador escuchando música desde un reproductor MP3. Un muchacho entra al local y Emilia empieza a soñar con él y se transforma en una superestrella de los 90.

## Posicionamiento en listas
| Listas (2024)                   | Mejor posición |
| ------------------------------- | -------------- |
| América Latina (Monitor Latino) | 15             |
| Argentina (Argentina Hot 100)   | 10             |
| Argentina (Monitor Latino)      | 9              |
| Chile (Monitor Latino)          | 5              |
| Colombia (Monitor Latino)       | 14             |
| Ecuador (Monitor Latino)        | 2              |
| España (PROMUSICAE)             | 39             |
| Latin Airplay (Billboard)       | 43             |
| Perú (Monitor Latino)           | 16             |
| Uruguay (Monitor Latino)        | 6              |